# 96
Aquesta pàgina és per a l'any. Per al nombre, vegeu noranta-sis.
El 96 (XCVI) fou un any de traspàs començat en divendres del calendari julià.

## Esdeveniments
- Nerva succeeix a Domicià com a emperador romà.

## Necrològiques
- Nàpols: Estaci, poeta.
- 18 de setembre - Roma: Domicià, emperador romà